# دریاچه بورابوی
دریاچه بورابوی (ترکی استانبولی: Boraboy Gölü) (یا Kocabey Gölü) دریاچه‌ای در استان آماسیه در کشور ترکیه که در اثر رانش زمین در آن سد شده است. این دریاچه و پیرامون آن در سال ۲۰۱۴ به عنوان پارک طبیعی معرفی شد.
این دریاچه در ناحیه تاشوا استان آماسیه است و در غرب شهر بورابوی واقع شده است. فاصله آن تا تاشوا ۲۱ کیلومتر (۱۳ مایل) و تا آماسیه ۶۱ کیلومتر (۳۸ مایل) است.
این دریاچه در دره‌ای به ارتفاع ۱۰۵۱ متر (۳۴۴۸ فوت) با جهت شرقی-غربی در کوه‌های دریای سیاه واقع شده است. زمانی که رودخانه بر اثر رانش زمین مسدود شد شکل گرفت. سد رانش زمین بعداً با یک سرریز بتنی تقویت شد تا از انشعاب آن در اثر سیل جلوگیری شود. ۶۷۵ متر (۲۲۱۵ فوت) درازا و بیشینه پهنای آن ۱۷۵ متر (۵۷۴ فوت) است. مساحت کل آن حدود ۴ هکتار است. بیشینه ژرفای آن ۱۱ متر (۳۶ فوت) است.
این دریاچه در فصل زمستان یخ می‌زند.